# دادگاه استیناف

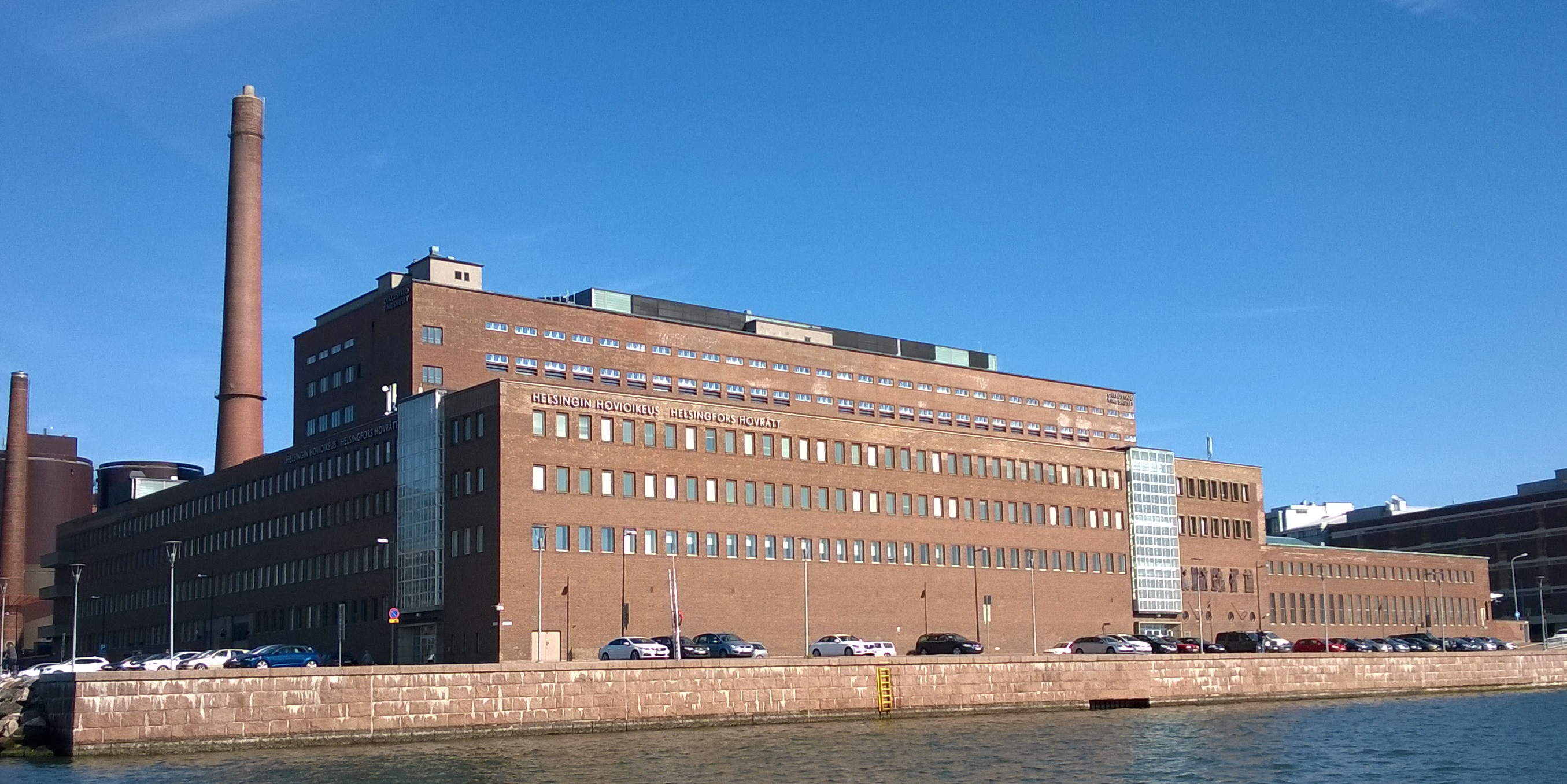
یک دادگاه استینافی

دادگاه استینافی یا دادگاه تجدیدنظر یا دادگاه واخواهی یا انگلیسی: Appellate court که عموماً دادگاه استیناف خوانده می‌شود، به هر دادگاهی گفته می‌شود که قدرت اختیار شنیدن اعتراض به یک دادگاه نخستین یا دیگر دادگاه‌های پایین‌تر تریبونی را دارد.